# Robert Clive
Le major-général Robert Clive (né le 29 septembre 1725 à Market Drayton, Shropshire et mort le 22 novembre 1774, Londres, Berkeley Square), 1er baron Clive de Plassey et pair d'Irlande, est un officier militaire et administrateur colonial britannique. Il a été gouverneur du Bengale.

## Biographie
Robert Clive naît dans le comté de Shropshire à Market Drayton.
Il commence sa carrière en Inde en 1744 en tant qu'écrivain (greffier) de la Compagnie des Indes orientales, mais est rapidement passé au service militaire de la Compagnie. Il élève au plus haut degré de prospérité la Compagnie anglaise des Indes orientales, s'empare d'Arkât (Arcot) en 1750, de Calcutta en 1755, chasse les Français des ports du Gange, remporte sur les Indiens une victoire décisive à la bataille de Plassey, 1757, et force tous les nababs du Bihar, du Bengale et de l'Orissa à reconnaître la domination anglaise.
Après sa victoire à la bataille de Plassey, la Compagnie le nomma gouverneur du Bengale. À tout juste 32 ans, il s'est déjà constitué une fortune personnelle grâce aux postes lucratifs de la société et aux dons de dirigeants indiens. Au cours de ses dernières années en tant que gouverneur du Bengale, il a tenté d'empêcher la corruption et les profits excessifs des employés de la société. Il a notamment interdit d'accepter des cadeaux qui l'avaient rendu si riche. En 1765, il obtient pour la Société le diwani (droit de percevoir les recettes fiscales) du Bengale. Cela donne à la Grande-Bretagne un enjeu politique en Inde.
En 1768, de retour des Indes, il devient membre de la Royal Society le 24 novembre 1768. Il séjourne à Pézenas dans le sud de la France où il laisse des recettes indiennes qui ont permis d'élaborer les petits pâtés de Pézenas. Cette tradition culinaire est toujours vivante dans cette cité. Il est aussi connu pour avoir été le propriétaire de la plus vieille tortue connue du monde. Son portrait par Thomas Gainsborough qui date probablement de son retour en Angleterre, est conservé au National Army Museum.
Clive est considéré non seulement comme un commandant militaire et un homme d'État courageux et débrouillard, mais également comme un spéculateur avide qui a utilisé son influence politique et militaire pour amasser une fortune, aux dépens de l'Inde. Malgré ses services, il se voit en 1773, à son retour en Angleterre, accusé de concussion : la Chambre des communes le déclare innocent ; néanmoins il est si vivement affecté d'une telle accusation que, dans son désespoir, il se donne la mort, en 1774, à l'âge de 49 ans dans sa maison à Berkeley Square, Londres.
À sa mort en 1774, il valait environ 500 000 £ (32 millions £ aujourd'hui)

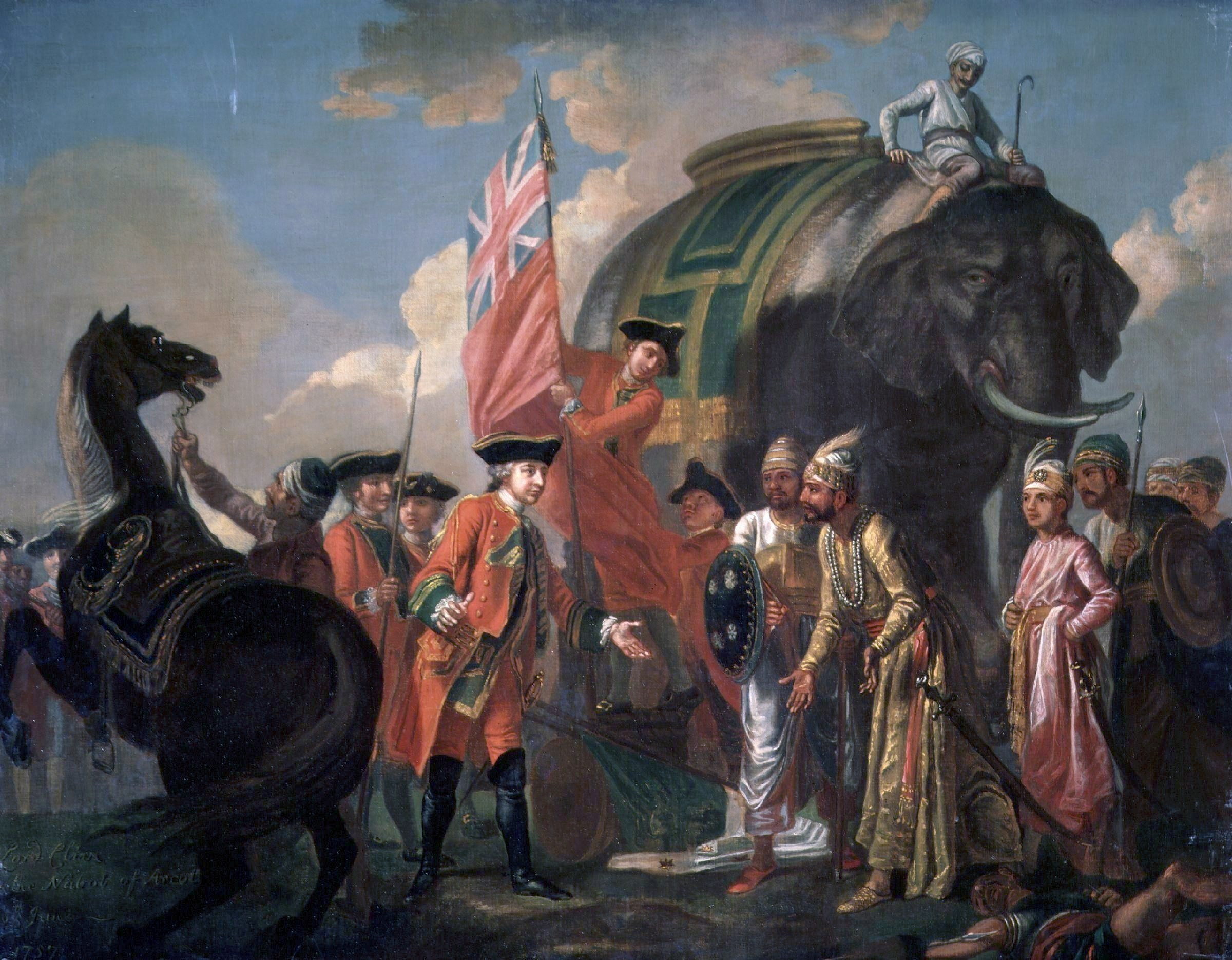
Robert Clive, premier Baron Clive, rencontre avec Mir Jafar après Plassey, par Francis Hayman.
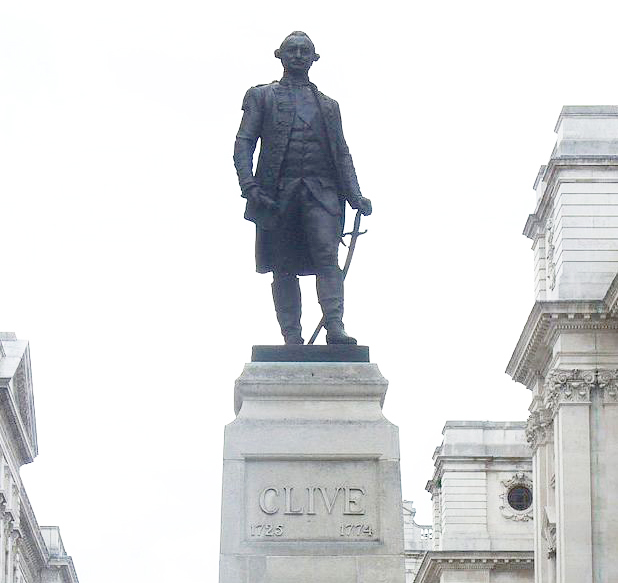
Statue de Clive dans le quartier de Westminster à Londres.
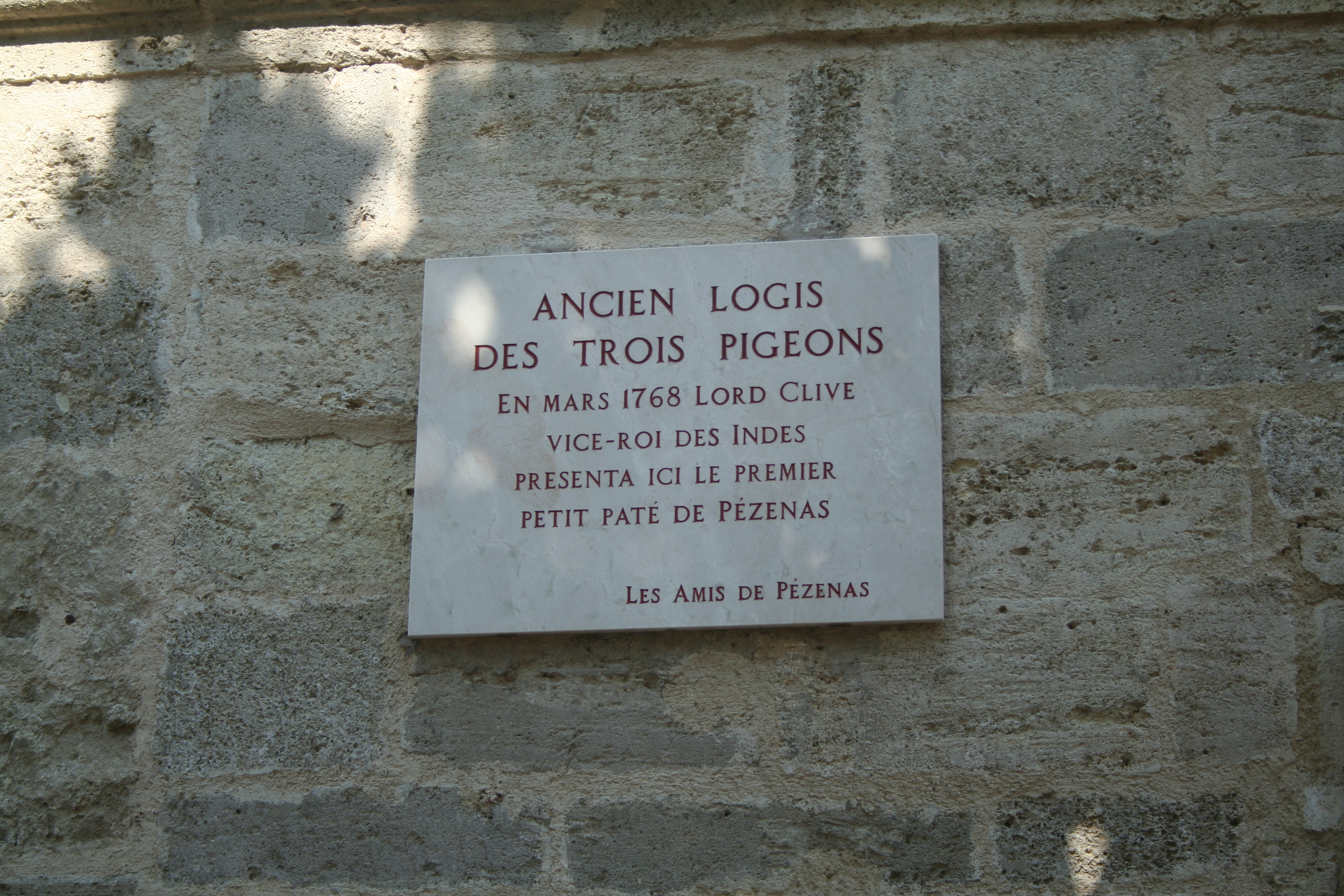
Plaque en l'honneur de Lord Clive apposée sur la façade de l'ancien logis des trois pigeons à Pézenas.